# المغارب (مناخة)

تعديل مصدري - تعديل

المغارب هي إحدى قرى عزلة المغارب بمديرية مناخة التابعة لمحافظة صنعاء، بلغ تعداد سكانها 591 نسمة حسب تعداد اليمن لعام 2004.